# NGC 247

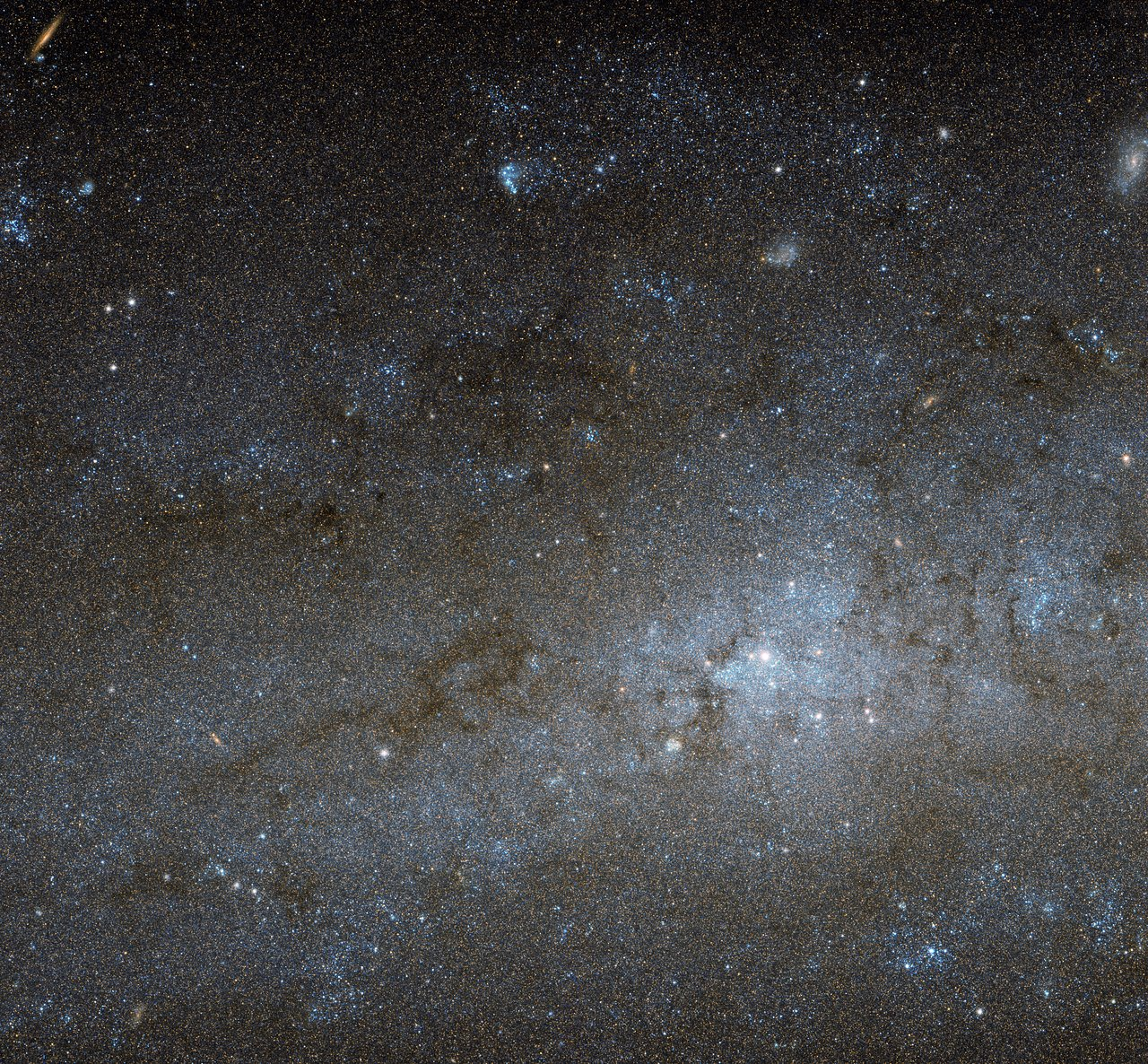
Trung tâm NGC 247 được chụp bởi Kính viễn vọng Không gian Hubble.

NGC 247 là một thiên hà xoắn ốc trung gian (mặc dù đôi khi nó được phân loại là thiên hà xoắn ốc lùn) cách khoảng 11,1 Mly trong chòm sao Kình Ngư. Khoảng cách này đã được xác nhận vào cuối tháng 2 năm 2011. Các phép đo trước đây cho thấy thiên hà cách xa khoảng 12,2 Mly, nhưng điều này đã được chứng minh là sai. NGC 247 là thành viên của Nhóm Ngọc Phu.
NGC 247 bị hủy hoại bởi một khoảng trống lớn bất thường ở một bên của đĩa xoắn ốc. Khoảng trống này chứa một số ngôi sao già hơn, đỏ hơn nhưng không có sao trẻ hơn, xanh hơn.

## Các thiên hà và thông tin nhóm thiên hà gần đó
NGC 247 là một trong một số thiên hà bị ràng buộc về lực hấp dẫn với Thiên hà Ngọc Phu (NGC 253). Những thiên hà này tạo thành một lõi nhỏ ở trung tâm của Nhóm Ngọc Phu, là một trong những nhóm thiên hà gần nhất với Dải Ngân hà. Hầu hết các thiên hà khác liên kết với Nhóm Điêu khắc chỉ bị ràng buộc yếu về trọng lực với lõi này.